# Jaime Calderón Calderón
Jaime Calderón Calderón (Churintzio, Michoacán, 1 de mayo de 1966) es un filósofo y clérigo mexicano que se desempeñó como Obispo Auxiliar de la Diócesis de Zamora. El 7 de julio de 2018 fue nombrado por el papa Francisco como obispo de la Diócesis de Tapachula. El 4 de julio de 2024 fue nombrado arzobispo de la Arquidiócesis de León. Actualmente también es vicepresidente de la Conferencia del Episcopado Mexicano para el trienio 2024-2027.

## Biografía
Nació en Churintzio el 1 de mayo de 1966. Realizó sus estudios básicos en su pueblo natal e ingresó después al Seminario Diocesano de Zamora para cursar la Secundaria y la etapa de Filosofía. En la UPM terminó el bachillerato teológico y recibió la ordenación sacerdotal el 16 de febrero de 1991. Obtuvo el grado académico de Licenciado en Filosofía en 1994 con la tesis Hacia una filosofía de la educación liberadora: Paulo Freire en la UPM. Se doctoró en Filosofía en la Pontificia Universidad Gregoriana de Roma con la disertación La Libertad como fundamento de la configuración de la personalidad en Xavier Xubiri en 2002.
Fue profesor de Filosofía en el Seminario Diocesano de Zamora y rector de la misma institución entre 2011 y 2013. Fue Obispo Auxiliar en Zamora, Mich., elegido por el papa Benedicto XVI el 5 de julio de 2012, y Titular de Iomnium. Fue consagrado por el Nuncio Apostólico, Christophe Pierre, el 5 de octubre de 2012, quien le confirió el episcopado junto a José Luis Amezcua Melgoza, Obispo de Colima, y a Javier Navarro Rodríguez, Obispo de Zamora. El 7 de julio de 2018 el papa Francisco lo nombró obispo de la Diócesis de Tapachula, tomando posesión de la diócesis en septiembre de 2018. 
El 4 de julio de 2024 el Papa Francisco lo nombra III Arzobispo de León , tomando posesión de su Arquidiócesis el 19 de agosto de 2024 frente a una treintena de obispos y decenas de fieles.

## Obra
- Hacia una filosofía de la educación liberadora: Paulo Freire, UPM, México 1994.
- La Libertad como fundamento de la configuración de la personalidad en Xavier Xubiri, Pontificia Università Gregoriana Roma 2002.
- »¿Cómo hablar de Dios al hombre de hoy? : un desafío para la filosofía del siglo XXI / Actas del III Coloquio de Filosofía de la UPM«, UPM, México 2006. coord. Francisco Xavier Sánchez Hernández